# Адміністративний устрій Волочиського району
Адміністративний устрій Волочиського району — адміністративно-територіальний поділ Волочиського району Хмельницької області на 1 міську громаду, 2 селищні громади та 6 сільських рад, які об'єднують 88 населених пунктів та підпорядковані Волочиській районній раді. Адміністративний центр — місто Волочиськ.

## Список громадВолочиського району
- Волочиська міська громада
- Війтовецька селищна громада
- Наркевицька селищна громада

## Список радВолочиського району
| № | Назва                         | Центр          | Населені пункти                                        | Площа км² | Місце за площею | Населення (2001), чол. | Місце за населенням |
| - | ----------------------------- | -------------- | ------------------------------------------------------ | --------- | --------------- | ---------------------- | ------------------- |
| 1 | Богданівська сільська рада    | с. Богданівка  | с. Богданівка с. Червоний Острів                       | 19,880    |                 | 624                    |                     |
| 2 | Купільська сільська рада      | с. Купіль      | с. Купіль с. Гайдайки                                  | 31,698    |                 | 1127                   |                     |
| 3 | Новогреблівська сільська рада | с. Нова Гребля | с. Нова Гребля с. Іванівка                             | 13,270    |                 | 531                    |                     |
| 4 | Поповецька сільська рада      | с. Попівці     | с. Попівці с. Великі Жеребки с. Лісове с. Червоний Кут | 37,660    |                 | 898                    |                     |
| 5 | Холодецька сільська рада      | с. Холодець    | с. Холодець с. Кушнирівка                              | 21,375    |                 | 682                    |                     |

* Примітки: м. — місто, с-ще — селище, смт — селище міського типу, с. — село